# 诺尔特巴拉克普尔
诺尔特巴拉克普尔（North Barrackpur），是印度西孟加拉邦North Twentyfour Parganas县的一个城镇。总人口123523（2001年）。

## 人口
该地2001年总人口123523人，其中男性63827人，女性59696人；0—6岁人口9072人，其中男4568人，女4504人；识字率84.34%，其中男性为87.26%，女性为81.22%。